# Jagerberg (Gemeinde Sankt Martin)
Jagerberg, auch Jagaberg, ist ein kleiner Ort im Südburgenland, und gehört zur Marktgemeinde Sankt Martin an der Raab im Bezirk Jennersdorf, Burgenland.

## Geographie
Der Ort befindet sich 4 Kilometer südwestlich vom Ort St. Martin. Er liegt rechtsufrig (südlich) über dem Raabtal, im Neuhauser Hügelland, am Riedel zwischen Gritschbach und Doiberbach. auf um die 360 m ü. A. Höhe.
Mitten im Ort treffen sich die Katastralgrenzen von Welten, Gritsch und Doiber, den drei um die 2 km entfernten Talorten. Die nördlichen Häuser gehören zu Welten, die südlichen zu Doiber, ein Gehöft gehört zu Gritsch. Thomasberg, das zu Windisch-Minihof gehört, schließt direkt südlich an.
|            | Welten                                      | Gritsch    |
| Weltenberg | Kompassrose, die auf Nachbargemeinden zeigt | Doiberberg |
|            | Thomasberg (Gem. Minihof-Liebau)            |            |

## Geschichte und Infrastruktur
Jagerberg ist ursprünglich ein Flurname. Mitte des 19. Jahrhunderts befanden sich hier nur das Wirtshaus (heute Jagabergwirt) und einige wenige Gehöfte. Der Ort gehörte wie das gesamte Burgenland bis 1921 zur Region Deutsch-Westungarn im Königreich Ungarn, in der ungarischen Reichshälfte (Transleithanien).
Der Ort ist Teil des grenzüberschreitenden Naturparks Raab-Őrség-Goričko, der österreichische Teil ist der Naturpark Raab.

## Nachweise
1. 1 2  Franziszäischer Kataster, Blatt Doiber, Gritsch (Döbör), 1858  – Flurname dort Jager Gebirg.